# José Ruvalcaba (calciatore)
José Ruvalcaba (fl. XX secolo) è stato un calciatore messicano di ruolo attaccante.

## Carriera

### Club
Di ruolo ala sinistra, ha giocato negli anni '30 nel Necaxa. Il 4 giugno 1933 fu l'autore di sette gol nella vittoria per 9-0 contro l'Atlante: quella strepitosa prestazione gli valse il soprannome di "El Siete". Nella stessa stagione si aggiudicò anche il campionato.

### Nazionale
Nel 1934 ha giocato quattro incontri, segnando una rete, con la nazionale di calcio del Messico nelle qualificazioni al campionato mondiale di calcio 1934, dalla quale furono estromessi al terzo turno eliminatorio dagli USA.

## Statistiche

### Cronologia presenze e reti in nazionale
| Cronologia completa delle presenze e delle reti in nazionale ― Messico | Cronologia completa delle presenze e delle reti in nazionale ― Messico | Cronologia completa delle presenze e delle reti in nazionale ― Messico | Cronologia completa delle presenze e delle reti in nazionale ― Messico | Cronologia completa delle presenze e delle reti in nazionale ― Messico | Cronologia completa delle presenze e delle reti in nazionale ― Messico | Cronologia completa delle presenze e delle reti in nazionale ― Messico | Cronologia completa delle presenze e delle reti in nazionale ― Messico |
| Data                                                                   | Città                                                                  | In casa                                                                | Risultato                                                              | Ospiti                                                                 | Competizione                                                           | Reti                                                                   | Note                                                                   |
| ---------------------------------------------------------------------- | ---------------------------------------------------------------------- | ---------------------------------------------------------------------- | ---------------------------------------------------------------------- | ---------------------------------------------------------------------- | ---------------------------------------------------------------------- | ---------------------------------------------------------------------- | ---------------------------------------------------------------------- |
| 4-3-1934                                                               | Città del Messico                                                      | Messico                                                                | 3 – 2                                                                  | Cuba                                                                   | Qual. Mondiali 1934                                                    | -                                                                      |                                                                        |
| 11-3-1934                                                              | Città del Messico                                                      | Messico                                                                | 5 – 0                                                                  | Cuba                                                                   | Qual. Mondiali 1934                                                    | -                                                                      |                                                                        |
| 18-3-1934                                                              | Città del Messico                                                      | Messico                                                                | 4 – 1                                                                  | Cuba                                                                   | Qual. Mondiali 1934                                                    | 1                                                                      |                                                                        |
| 24-5-1934                                                              | Roma                                                                   | Stati Uniti                                                            | 4 – 2                                                                  | Messico                                                                | Qual. Mondiali 1934                                                    | -                                                                      |                                                                        |
| Totale                                                                 |                                                                        | Presenze                                                               | 4                                                                      |                                                                        | Reti                                                                   | 1                                                                      |                                                                        |

## Palmarès
- Campionato messicano: 1

Necaxa: 1932-1933 (dilettantistico)